# Республиканские выборы в СССР (1939)
22 октября 1939 года Союз Советских Социалистических Республик провёл выборы в Народные Собрания западных территорий БССР и УССР, стремясь легитимизировать аннексию польских территорий по итогу раздела Польши СССР и Третьим Рейхом. Выборы прошли под надзором сил РККА и НКВД в атмосфере массового террора и подтасовок результатов выборов.

## Предыстория
17 сентября 1939 года РККА вторглась в восточную Польшу, встретив слабое сопротивление частей Корпуса охраны пограничья Польши, рассредоточенных вдоль границы. Советские части быстро двинулись на запад, к линии раздела Польши, установленной ранее в ходе советско-немецких переговоров. После вторжения, Вторая Польская Республика и Советский Союз де-факто оказались в состоянии войны друг с другом, и советские власти воспользовались ситуацией, чтобы внести изменения в правовой порядок оккупированных территорий. Их деятельность нарушала статью 43 Гаагской конвенции 1907 года, в котором говорится о том, что: «С фактическим переходом власти из рук законного Правительства к занявшему территорию неприятелю последний обязан принять все зависящие от него меры к тому, чтобы, насколько возможно, восстановить и обеспечить общественный порядок и общественную жизнь, уважая существующие в стране законы, буде к тому не встретится неодолимого препятствия».
Как только Советский Союз установил контроль над большей частью территорий, началась организация органов местного самоуправления, которая сформировывалась в основном из офицеров НКВД, РККА, местных рабочих и левых интеллигентов. Административные границы были практически не тронуты в рамках реорганизации территорий. Вскоре, после проведения земельной реформы, а также формирования рабочей гвардии и крестьянских комитетов, временно установленные органы власти заменялись типовой советской администрацией и бюрократами ВКП(б).
После подписания германо-советского договора о границе, устанавливавшего взаимную границу по реке Буг, Политбюро ЦК КПСС сформировала 1 октября 1939 г. Народные Собрания Западной Украины (во Львове) и Западной Белоруссии (в Белостоке) для подготовки включения территорий в состав СССР. Также планировалось сформировать схожую Польское Народное Собрание, сформировав марионеточное государство в районе Люблин-Седальце-Ломжа также для последующей аннексией и создания ПССР, однако после принятия германо-советского договора о границе, эти территории были переданы Третьему Рейху.

## Избирательная кампания и подготовка к выборам
Избирательная кампания началась 7 октября и тщательно контролировалась силами НКВД, проходя в атмосфере террора, массовых арестов и вооружённым контролем за избирательными участками. Все кандидаты были выдвинуты местными крестьянскими и рабочими комитетами, исходя из предписаний ВКП(б), и в списках был только один кандидат. Агитация разрешалась только за официальных кандидатов — повсюду были установлены просоветские плакаты, улицы были наводнены агитаторами. Изберкомы и их собрания были чрезвычайно короткими — участников и делегатов спрашивали «кто против?» — и когда запуганные делегаты не поднимали рук, собрания закрывались. Были случаи, когда местные коммунисты и социалисты пытались выдвинуть своих кандидатов, что жестоко каралось.

## Ход выборов
Выборы сопровождались массовыми фальсификациями. Так, голосовавшим часто вручали уже запечатанные конверты с бюллетенями, а зачастую единственный кандидат, как правило, выдвигался и находился под вооружённой охраной сил РККА и НКВД. Как итог, выборы были формальными, и только для легитимизации захвата польских земель. Местные жители намеренно сгонялись на избирательные участки под угрозой арестов, увольнений и ссылок.
Историк Рафал Внук, автор книги «Во время Первой советской», описывал выборы в городе Львове. Согласно его данным, в день выборов город был завален советскими агитплакатами. На избирательных участках жители могли приобрести алкогольную продукцию и продукты питания, которых на рынке не было. В некоторых случаях людей приводили силой. Как вспоминала Бронислава Стахович из Львова:
Меня заставили голосовать, вывели из дома только в тапочках и халате. Меня конвоировали двое милиционеров и сотрудник НКВД, которые не дали мне даже надеть пальто. Мою мать, брата и сестру тоже заставили голосоватьWyborcza farsa w stylu ZSRS: 22 października 1939
На всех участках присутствовали милиционеры или солдаты, а явку граждан проверяли по поимённым спискам. В некоторых местах давали уже запечатанные конверты с правильным выбором избирателю. И кампания, и выборы были представлены как «великий праздник освобожденного народа». Польскоязычная газета «Wolna Łomża» («Свободная Ломжа») писала 22 октября, что «массы Западной Белоруссии, подавленные польскими хозяевами, ждали этого дня [22 октября] почти двадцать лет». Другая газета «Nowe Życie» («Новая жизнь») писала: «Никогда еще народ не пользовался такой свободой, как сейчас, данной Красной Армией».
| Страна | Дата       | Выборы                                         | Итоги        | Примечания                                            |
| ------ | ---------- | ---------------------------------------------- | ------------ | ----------------------------------------------------- |
| БССР   | 22 октября | Выборы в Народное Собрание Западной Белоруссии | 926 из 926   | Всего депутатов Народное Собрание Западной Белоруссии |
| УССР   | 22 октября | Выборы в Народное Собрание Западной Украины    | 1482 из 1482 | Всего депутатов Народное Собрание Западной Украины    |